# 布里亞基夫卡 (切爾沃諾阿爾米西克區)
50°26′49″N 28°18′25″E / 50.44694°N 28.30694°E
布里亞基夫卡（烏克蘭語：Буряківка ）是烏克蘭北部的村落，隸屬日托米爾州的日托米爾區。該村始建於1934年，面積1.73平方公里，海拔高度232米，2001年人口294。